# 米谷雅彦
米谷 雅彦（まいや まさひこ、1942年（昭和17年）2月8日 - 2011年（平成23年）1月15日）は、日本の実業家。初代ホテルオークラ東京代表取締役社長総支配人や、同社取締役会長を務めた。

## 人物・経歴
1966年東京経済大学経済学部卒業。1967年イギリスのイーリング・カレッジ・オブ・ホテル・スクール卒業、イギリスのグランドメトロポリタンホテルズ入社。1969年大成観光（現ホテルオークラ）入社。ホテルオークラヨーロッパ営業所長、ホテルオークラアムステルダムB.V.代表取締役社長等を経て、2001年ホテルオークラ東京代表取締役社長兼総支配人。2004年ホテルオークラ東京取締役会長。東京経済大学理事等も務めた。2011年肺炎のため東京都内の病院で死去。享年68。